# Grevenkop
Grevenkop er en by og kommune i det nordlige Tyskland, beliggende i Amt Krempermarsch i den sydlige del af Kreis Steinburg. Kreis Steinburg ligger i sydvestlige del af delstaten Slesvig-Holsten.

## Geografi
Grevenkop ligger lige øst for Krempe, ti kilometer syd for Itzehoe i Elbmarsken. Mod øst går [motorvej]en A23 fra Elmshorn mod Itzehoe. Vandløbet Kremper Au løber gennem kommunen.